# Dominik Hofbauer
Dominik Hofbauer (* 19. September 1990 in Eggenburg) ist ein ehemaliger österreichischer Fußballspieler.

## Karriere

### Verein
Hofbauer begann seine Karriere in der Jugend seines Heimatvereins SK Eggenburg, ehe er im Alter von neun Jahren zum FK Austria Wien wechselte.
2005 ging er nach fünf Jahren in der Bundeshauptstadt in die Steiermark zum SK Sturm Graz. Nach einem Jahr in der Akademie von Sturm, gehörte er ab 2006 bereits zum Kader der Amateure und besetzte ab dem Frühjahr 2007 die durch den endgültigen Aufstieg von Daniel Beichler in den Profikader vakante Stelle im offensiven Mittelfeld. Insgesamt absolvierte er daraufhin im Alter von 16 Jahren 11 Ligaeinsätze mit einem Torerfolg in der Regionalliga Mitte und belegte mit der Mannschaft einen gesicherten Platz im Mittelfeld der Liga.
Simultan dazu gewann er mit der österreichischen U-17 Nationalmannschaft den Jugend-Toto-Cup 2006, in dessen Verlauf er vom Premier-League-Klub Aston Villa entdeckt wurde. Im Juli 2007 wechselte er daraufhin im Doppelpack mit Nationalmannschaftskollege Andreas Weimann vom SK Rapid Wien in die Jugendakademie der „Villans“.
Bereits in seinem ersten Jahr in Birmingham stieg er nach starken Leistungen im Academy Team in die Reserve-Mannschaft auf, für die er in Folge in sechs Einsätzen von dreizehn möglichen Spielen zum Einsatz kam und ein Tor erzielen konnte. In Folge gewann er mit der Mannschaft zuerst die regionale Southern Division und kurz darauf mit einem 3:1-Sieg im Finale gegen den AFC Sunderland den Premier Reserve League Titel. Hofbauer stand im Finale neben Spielern wie Nathan Delfouneso, Barry Bannan oder Marc Albrighton in der Startformation, ehe er in der 86. Spielminute für Chris Herd vom Spielfeld musste.
In der Folgespielzeit war er über die gesamte Saison im Kader der Reserve-Mannschaft, gewann mit ihr abermals die Southern Division und zog zum zweiten Mal in Folge ins Play-off-Finale gegen Manchester United ein. Die Titelverteidigung misslang jedoch nach einem 3:3 in der regulären Spielzeit durch ein 2:3 im Elfmeterschießen. Im Verlauf der Saison stand er zwar in der Europa-League-Qualifikation im Kader der Profimannschaft und nahm auch regelmäßig an deren Training teil, schaffte jedoch nicht, wie etwa Weimann, den erwarteten Sprung in die Premier League.
In Folge verließ er England und spielte bei mehreren Vereinen, darunter Hertha BSC, SV Ried und dem SK Rapid Wien zur Probe vor. Bei Rapid wurde er gemeinsam mit dem damaligen Italien-Legionär Daniel Wolf beim 9:0 im Testspiel gegen den Unterligisten Hofstätten-Grünau getestet, in welchen er zwei Tore erzielen konnte. Daraufhin unterschrieb er bei Rapid einen Vertrag, die ihn umgehend mit insgesamt sieben weiteren Amateur- und Jugendspielern in die Regionalliga Ost an den Kooperationsverein FAC Team für Wien weiter verliehen. In Folge hatte er unter Trainer Christian Prosenik bei den ambitionierten Floridsdorfern mit der Umstellung auf die neue Liga zu kämpfen und kam in den ersten Runden lediglich als Einwechselspieler zum Einsatz, ehe er zum Ende der Hinrunde seine Leistungen steigern konnte und zur Stammkraft avancierte.
In der Winterpause folgte daraufhin ein erneuter Wechsel auf Leihbasis in die zweitklassige Erste Liga zum SKN St. Pölten. Der Transfer wurde im Rahmen der Verhandlungen über den weiteren Verbleib des ebenfalls von Rapid ausgeliehen Thomas Fröschl fixiert. St. Pölten hatte in der Hinrunde ein Vakuum auf der linken Außenbahn, welches durch den möglichen Abgang von Jiří Leňko, der ein Probetraining in Schottland beim FC Kilmarnock absolvierte, noch größer zu werden drohte. Lenko blieb jedoch, wodurch Hofbauer durch Trainer Martin Scherb eine offensivere Rolle im System der Landeshauptstädter zugedacht bekam.
Am 25. Februar 2011 feierte er beim 1:1 zum Rückrundenauftakt der Ersten Liga gegen den SC Austria Lustenau sein Debüt im Profifußball.
Zur Saison 2012/13 wechselte Hofbauer zusammen mit seinem Mannschaftskameraden Thomas Vollnhofer zum SC Wiener Neustadt.
Im Sommer 2013 kehrte er fest zum SKN St. Pölten zurück. Im Jänner 2015 kehrte er zum Bundesligisten SC Wiener Neustadt zurück. Nachdem Wiener Neustadt in die Zweitklassigkeit abgestiegen war, schloss er sich dem Bundesligisten SCR Altach an. Nach der Saison 2015/16 verließ er den SCR Altach.
Im September 2016 wechselte er zum polnischen Erstligisten Arka Gdynia, bei dem er einen bis Juni 2017 gültigen Vertrag erhielt. Sein Debüt in der Ekstraklasa gab er am 19. September 2016 (9. Spieltag) beim 1:0-Sieg im Heimspiel gegen Cracovia Kraków mit Einwechslung für Miroslav Božok in der 90. Minute. Sein erstes Ligator erzielte er am 24. Februar 2017 (23. Spieltag) beim 4:1-Sieg im Heimspiel gegen Korona Kielce mit dem Treffer zum Endstand in der 90. Minute.
Im Juli 2017 folgte ein drittes Engagement beim inzwischen in der Bundesliga spielenden SKN St. Pölten, bei dem er einen bis Juni 2020 gültigen Vertrag erhielt. Nach 55 Bundesligaeinsätzen für die Niederösterreicher verließ er den Verein nach seinem Vertragsende nach der Saison 2019/20.

### Nationalmannschaft
Seinen ersten Erfolg auf internationaler Ebene für Österreich feierte er 2006 mit dem Gewinn des in Tirol ausgetragenen Toto-Cup. Hofbauer war im Finale gegen Belgien der Torschütze zum zwischenzeitlichen 1:0. Im Herbst 2007 spielte er daraufhin das Qualifikationsturnier für die U-17-Fußball-Europameisterschaft 2008 in Griechenland, wo er in zwei von drei möglichen Spielen zum Einsatz kam.
In Folge kam er von 2007 bis 2008 noch in insgesamt 4 Freundschaftsspielen für die U-18 und U-19 Nationalmannschaft zum Einsatz.

## Als Funktionär
Nach zwei Jahren ohne Klub als Spieler wurde er im Juli 2022 Manager beim Zweitligisten SV Horn.

## Erfolge

### Nationalmannschaft
- 1 × Toto-Jugend-Cup: 2006[1]

### Verein
Aston Villa
- 1 × Premier Reserve League: 2009
- 2 × Premier Reserve League Southern Division: 2009, 2010

Arka Gdynia
- Polnischer Pokalsieger: 2016/17